# Optic ID
Optic ID — это новый биометрический метод индентификации, который работает на основе сканировании радужки глаз. Данный метод защиты применяется у очков Apple Vision Pro. Работает Optic ID путем сканирования радужки глаз для индентификации личности, подобно тому, как работает Face ID.
Суть работы заключается в том, что работают несколько массивных датчиков. Эти датчики, проецируя инфракрасный свет на поверхность глаза, идентифицирует его, ищет совпадение в базе, затем дает доступ к системе.
Optic ID вышел вместе с очками смешанной реальности Apple Vision Pro. для обеспечении безопасности системы.
Каждая радужка — уникальна. Уникальность радужной оболочки каждого человека является ключом к тому, как работает Optic ID.
Apple уверяет, что безопасность такого метода довольно высокий. Все данные радужек будут храниться на процессоре. Вся информация, сгенерированная Optic ID — все это хранится на процессоре не как Touch ID или Face ID. Это сделано для того, чтобы только сам пользователь мог получить доступ к данным, а не Apple. Это эволюция в биометрической безопасности, которая Apple позволяет найти новые методы защиты данных.
Отличия лишь в том, что Optic ID сканирует только радужки глаз, а Face ID – черты лица.